# Крупп, Фридрих Карл
Фридрих Карл Крупп (нем. Friedrich Karl Krupp; 17 июля 1787 года, Эссен — 8 октября 1826 года, Эссен) — немецкий предприниматель, промышленник, член династии Крупп, основатель фирмы Friedrich Krupp AG Hoesch-Krupp.

## Биография
Фридрих Крупп родился в семье буржуа в Эссене. Главой семьи была бабушка, Элене Амалия Крупп (1732—1810), урождённая Ашерфельд. Она превратила лавку колониальных товаров, которую унаследовала от своего мужа, Фридриха Йодокуса Круппа, в комплекс различных промышленно-торговых предприятий.
В 1807 году Крупп получил в подарок от своей бабушки металлургический завод «Добрая надежда» в Штеркраде, который она купила на торгах. Крупп быстро привёл дела в упадок. Бабушка аннулирует дарственную и в 1808 году передаёт завод братьям Францу и Герхарду Ханиэль и Генриху Хайсен, которые превратили завод в крупнейшего работодателя в Оберхаузене.
Бабушка умерла в 1810 году. Наследство получает Фридрих Крупп, с этим стартовым капиталом он основывает мастерскую, которую 20 ноября 1811 года переименовывает в фирму «Фридрих Крупп в защиту английской литой стали и изделий из неё». Его компаньонами становятся братья Георг Карл Готфрид и Вильгельм Георг Людвиг фон Кехель, которые утверждали, что имеют большой опыт в производстве литой стали. Целью Круппа было произвести пользующийся большим спросом материал, который со времён континентальной блокады 1806 года Наполеоном Бонапартом Великобритании, больше не попадал в Европу. Впрочем, он не был первым — производство английской литой стали было уже известно на континенте с тех пор, как в 1804 году Иоганн Конрад Фишер (1773—1854) в Шафхаузене прекратил английскую монополию. Таким образом, ниша в рынке была, и она ещё не была заполнена.
Первоначально Крупп мог производить только цементную сталь, в 1812 году он впервые выпустил напильники из этого материала. Сталелитейная фабрика была пущена только в 1813 году после того, как в неё были инвестированы 30 000 имперских талеров — при минимальных доходах. Крупп уничтожил последние остатки семейного капитала. Кроме того, его компаньоны оказались ненадёжными: их так называемые знания в области сталелитейного дела оказались фикцией. Почти банкрот Крупп в 1816 году расстался с ними и стал единоличным хозяином фирмы. В этом же году он впервые выпустил английскую сталь. К этому времени континентальная блокада уже три года как была снята, и настоящая английская литая сталь снова появилась на континенте в больших количествах.
В 1817 году его фирма начала выпускать инструменты для кожевенного производства, свёрла, токарные резцы, монетные штампы и вальцы.
В 1818 году он расширил производство и построил новый завод в западной части города, который был пущен 18 октября 1819 года. Завод был рассчитан на 60 плавильных печей, но на первых порах работало только восемь из них. В это же время он построил дом смотрителей, который позже стал главным зданием фирмы «Крупп».
В 1820 году он начал выпускать режущие инструменты, пилы и колокольчики.
Но Фридрих уже не застанет успех своей фирмы. При строительстве нового завода Крупп очень задолжал, он часто болел. 8 октября 1826 года он умер от отёка лёгких. Предприятие Круппа состояло на тот момент из семи рабочих. Его 14-летний сын Альфред Крупп унаследовал его предприятие, которое в течение последующих десятилетий стало всемирно известным и сейчас входит в состав промышленного конгломерата «ThyssenKrupp AG».